# Буряк Олена Святославівна
Буряк Олена Святославівна (8 лютого 1988, Миколаїв) — українська спортсменка, академічна веслувальниця, бронзова призерка літньої Універсіади у Казані, учасниця літніх Олімпійських ігор в Лондоні та Ріо-де-Жанейро.

## Біографія

### Універсіада 2013
На літній Універсіаді, яка проходила з 6-о по 17-е липня у Казані, Олена предсталяла Україну в академічному веслуванні у дисципліні двійка парна. та завоювала бронзову нагороду разом із Ганною Кравченко.
З попередніх запливів дівчата вийшли відразу до півфіналу, зайнявши перше місце у своєму (7:29.27). У півфіналі українки посіли друге місце (7:11.94). Друге місце дозволило змагатись за медалі. У фіналі вони показали третій час (7:29.84), пропустивши вперед литовок Донату Вістартайте і Мільдью Вальчукайте та білоруський дует Тетяна Кухта/Катерина Шлюпська.

### 2017
Кінцем січня 2017-го встановила світовий рекорд на дистанції 1000 м в академічному веслуванні — 3:05,9.

## Державні нагороди
- Медаль «За працю і звитягу» (25 липня 2013) — за досягнення високих спортивних результатів на XXVII Всесвітній літній Універсіаді в Казані, виявлені самовідданість та волю до перемоги, піднесення міжнародного авторитету України[8]